# Pulpolithe

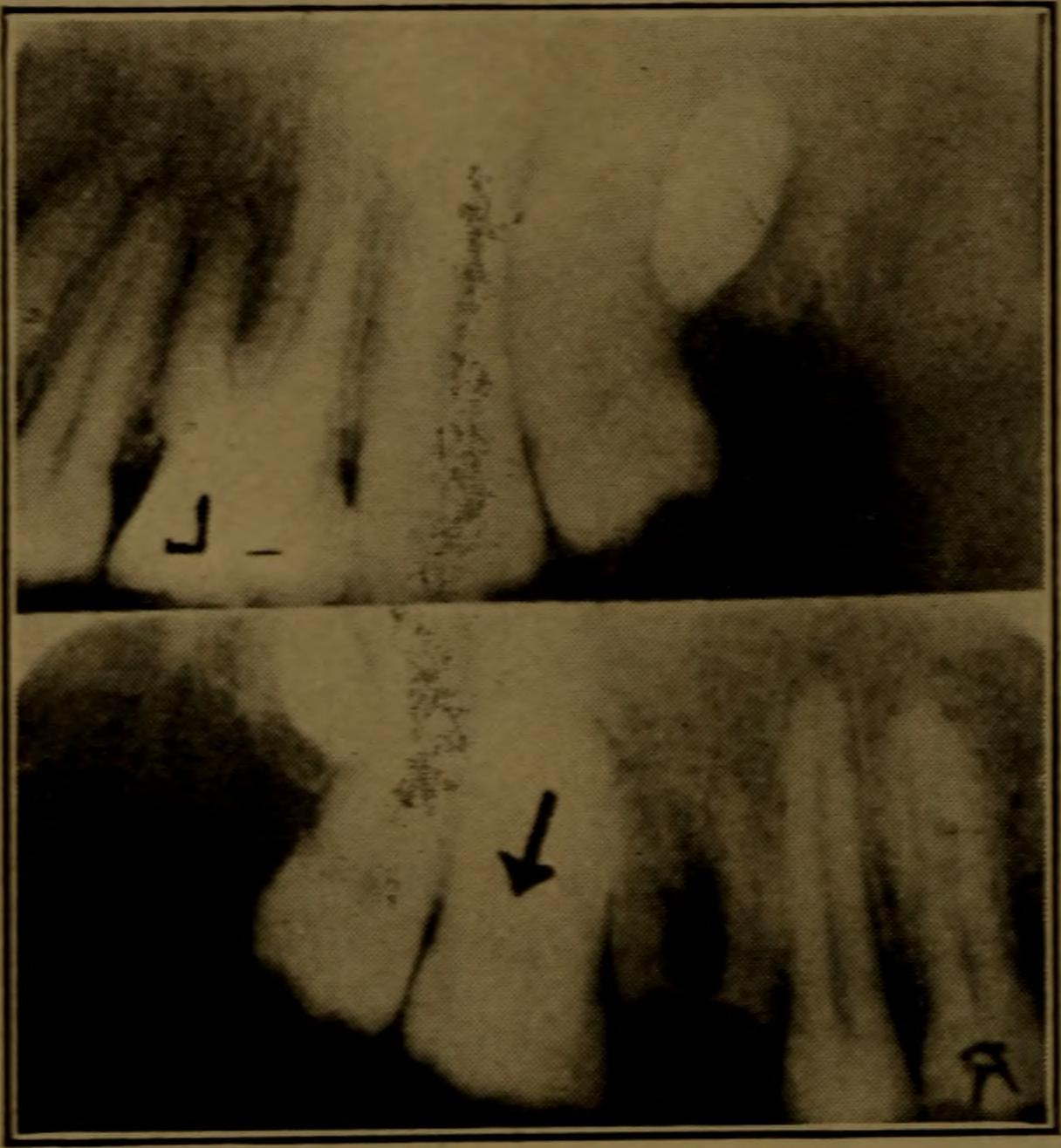
Manuel de radiographie - U.S. Army (1917) (147343361

Un pulpolithe (de « pulpo » : la pulpe dentaire, et « lithe », qui veut dire pierre) est une calcification qui se forme au sein de la pulpe, généralement retrouvée au niveau des entrées des orifices canalaires, donc en situation coronaire. 
Visible sur une radiographie, cette anomalie est un sérieux obstacle à la pulpectomie qu'il faudrait éliminer avec prudence de peur de léser le plancher pulpaire.
Il existe des vrais et des faux pulpolithes.